# New Japan Pro-Wrestling
New Japan Pro-Wrestling Co., Ltd. (nihongo: 新日本プロレスリング株式会社 Shin Nihon Puroresuringu Kabushiki-kaisha) (NJPW) je japaneska profesionalna hrvačka promocija sa sjedištem u Nakanu, Tokiju. Osnovao ju je Antonio Inoki u siječnju 1972., kasnije je prodana Yuke'su koji ju je 2012. prodao Bushiroadu. TV Asahi i Amuse, Inc. su vlasnici manjeg udjela dionica tvrtke. Naoki Sugabayashi je rujnu 2013. postao predsjednik dok ga Harold Meij nije zamijenio u svibnju 2018.